# Amanda Ilestedt
Amanda Ilestedt (Sölvesborg, 17 de janeiro de 1993) é uma futebolista sueca que atua como zagueira. Atualmente (2023) joga pelo Paris Saint-Germain, clube sediado na cidade de Paris em França. Integra a Seleção Sueca de Futebol Feminino desde 2013. 

## Carreira
Ilestedt se lançou no Karlskrona FF durante a temporada de 2009, mas inicialmente jogou no time B de Malmö. Em 12 de julho de 2021, Ilestedt ingressou no clube francês Paris Saint-Germain por um contrato de dois anos. Ela fez sua estreia pela equipe sênior da Suécia na vitória por 4 a 1 sobre a Inglaterra em 4 de julho de 2013.
Integrou a  Seleção Sueca de Futebol Feminino na Copa do Mundo de Futebol Feminino de 2023, tendo a Suécia ficou em 3.º lugar, e conquistado a medalha de bronze.

## Clubes
Jogou por vários clubes:
- Karlskrona FF (2008–2009)
- FC Rosengård (2009–2017)
- Turbine Potsdam (2017–2019)
- Bayern München (2019–2021)
- Paris Saint-Germain (2021– )

## Títulos
FC Rosengård
- Damallsvenskan: 2010, 2011, 2013, 2014
- Svenska Supercupen: 2011, 2012, 2015

Suécia
- Copa do Mundo de Futebol Feminino -  2023
- Jogos Olímpicos de 2016 – Futebol feminino
- Copa do Mundo de Futebol Feminino de 2019
- Algarve Cup (2018)

### Prêmios Individuais
- Bola de Bronze da Copa do Mundo de Futebol Feminino de 2023